# Назо (народ)
Назо, или Терибе (Tjër Di), — индейский народ в Панаме и Коста-Рике. В основном его представители живут на северо-западе Панамы в провинции Бокас-дель-Торо, на территории площадью приблизительно 1300 квадратных километров, которая включает в себя бассейн реки Терибе и частично — реки Сан-Сан.

## Описание
Численность народа составляет около 3000-3500 человек. Это один из немногих коренных народов Америки, у которого продолжает существовать монархия; кроме того, почти все представители народа до сих пор сохраняют свою традиционную религию — лишь очень немногие из назо исповедуют католицизм. Монархия наследственная, власть передаётся от отца к сыну, но в случае недовольства монархом другой член королевской семьи может выдвинуть свою кандидатуру в качестве претендента на трон в рамках общественного голосования. «Королевство» Назо не признано панамским правительством, но на деле обладает относительной автономией.

## Язык
Многие из них говорят по-испански, но основным языком общения служит родной. Язык терибе имеет письменность на латинской графической основе.
| A a | Ã ã | Ä ä | B b | Ch ch | D d | E e | Ẽ ẽ | Ë ë | G g | Gw gw | I i | Ĩ ĩ | J j | K k | Kw kw | L l | Ll ll | M m | N n | Ñ ñ | O o | Õ õ | Ö ö | P p | R r | S s | Sh sh | T t | U u | Ũ ũ | W w | Y y | Z z |